# MUSIC BOX
『MUSIC BOX』（ミュージックボックス）は、NHK総合テレビ深夜放送枠の映像散歩内で以前、不定期放送されていたフィラー番組である。

## 概要
当番組は洋楽編、邦楽編、民謡編、映画音楽編、バケーション編、アフリカ編、ジャングル編、サバンナ編、楽園編、朝編、風情 日本編、の11種類で構成されており、その種類の中でも更に細かく分類して内容を作成したものもある。いずれもナレーションは無く、音楽主体の構成となっており、映像と音楽は番組のテーマに沿ったものになっている。本項では、邦楽編について詳述する。
邦楽編では、1960年代～1990年代の日本国内のヒット曲とともに当時の映像を放送していた。
放送される「曲」での映像は、「曲」が発売された「放送年代」に撮影された物だといわれるが、曲の「発表年」と、映像の「撮影年」は一致していない物もある。
放送での1曲中での映像は、アーカイブ映像で同じ「年」に撮影された同一の物もあれば、様々なアーカイブ映像を編集した物もあり「話題」としての特定の関連した話題（一つの話題、又は、複数の話題）での、同年代での幾つかの映像（年代は同じでも、年数は違う時に撮影した映像）を編集している物もあると思われる。
映像は、必ずしも曲のイメージと一致した様な映像が選ばれている訳ではない。
放送される曲は各年代ごとに決まっている。また、1980年代にはそれぞれ、80年、81年、82年、83年、84年と、1990年代は、90年、91年、92年、93年と1年ずつの放送もしている。年代別放送は60分編成で年別放送は30分編成となっている。時間を合わせるために、通常の分数よりも何秒か削ってある曲もある。邦楽とともに流れる映像は60年代は白黒、70年代～90年代はカラーとなっている。60年代の映像にはカラー映像もあったが、すべて白黒にして統一している。フィラー番組のため、音楽の途中で終わることもある。2008年春改編以前は毎年夏から秋頃に一括で放送することが多く、春や冬は放送が少なかった。2008年春改編以降はEテレに変更され一部地域で不定期放送されていたが、2009年春改編以降は放送未実施となっている。

## 邦楽編で用いられてきた楽曲

### 1960年代
- ブルー・シャトウ（'67）/ジャッキー吉川とブルーコメッツ
- フランシーヌの場合（'69）/新谷のり子・古賀力
- 骨まで愛して（'66）/城卓矢
- いつでも夢を（'62）/橋幸夫・吉永小百合
- 長崎は今日も雨だった（'69）/内山田洋とクール・ファイブ
- 王将（'61）/村田英雄
- 兄弟仁義（'65）/北島三郎
- 伊勢佐木町ブルース（'68）/青江三奈
- 東京五輪音頭（'63）/三波春夫
- 星屑の町（'62）/三橋美智也
- 上を向いて歩こう（'61）/坂本九
- 想い出の渚（'66）/ザ・ワイルドワンズ
- 哀愁波止場（'60）/美空ひばり
- アンコ椿は恋の花（'64）/都はるみ
- 愛して愛して愛しちゃったのよ（'65）/和田弘とマヒナスターズ・田代美代子
- 霧の摩周湖（'67）/布施明
- 花の首飾り（'68）/ザ・タイガース

### 1970年代 Vol.1
- 旅の宿（'72）/よしだたくろう
- 時の過ぎゆくままに（'75）/沢田研二
- わたしの城下町（'71）/小柳ルミ子
- ひとりじゃないの（'72）/天地真理
- ふれあい（'74）/中村雅俊
- 北の宿から（'76）/都はるみ
- 君のひとみは10000ボルト（'78）/堀内孝雄
- 昔の名前で出ています（'75）/小林旭
- ひと夏の経験（'74）/山口百恵
- 魅せられて（'79）/ジュディ・オング
- 青春時代（'76）/森田公一とトップギャラン
- ガンダーラ（'78）/ゴダイゴ
  - 映像:8年前に開催された日本万国博覧会が組み合わされている。
- 贈る言葉（'79）/海援隊
- あなた（'74）/小坂明子
  - 映像:オートバイに乗る17歳の鈴木雅之 (歌手)が偶然撮影されている。
- 神田川（'73）/かぐや姫
- 赤い風船（'73）/浅田美代子
- 心の旅（'73）チューリップ

### 1970年代 Vol.2
- ジョニィへの伝言（'76）/ペドロ&カプリシャス
- 学生街の喫茶店（'72）/ガロ
- 木綿のハンカチーフ（'75）/太田裕美
- また逢う日まで（'71）/尾崎紀世彦
- 喝采（'72）/ちあきなおみ
- 岬めぐり（'74）/山本コウタローとウィークエンド
- 異邦人（'79）/久保田早紀
- 結婚しようよ（'72）/よしだたくろう
- わたしの彼は左きき（'73）/麻丘めぐみ
- たどりついたらいつも雨ふり（'72）/ザ・モップス
- 耳をすましてごらん（'72）/本田路津子
- HERO（ヒーローになる時、それは今）（'78）/甲斐バンド
- 夢先案内人（'77）/山口百恵
- キャンディ（'77）/原田真二
- あなたに夢中（'73）/キャンディーズ
- 個人授業（'73）/フィンガー5
- いとしのエリー（'79）/サザンオールスターズ

### 1980年代 Vol.1
- 恋におちて -Fall in love-（'85）/小林明子
- 長い夜（'81）/松山千春
- 星屑のステージ（'84）/ザ・チェッカーズ
- 人生いろいろ（'87）/島倉千代子
- ランナウェイ（'80）/シャネルズ
- ルビーの指環（'81）/寺尾聰
- 待つわ（'82）/あみん
- 矢切の渡し（'83）/細川たかし
- 太陽がいっぱい（'89）/光GENJI
- ワインレッドの心（'83）/安全地帯
- 恋人よ（'80）/五輪真弓
- ガラスの林檎（'83）/松田聖子
- セーラー服と機関銃（'81）/薬師丸ひろ子
- もしも明日が…。（'83）/わらべ

### 1980年代 Vol.2
- 想い出がいっぱい（'83）/H2O
- 赤いスイートピー（'82）/松田聖子
- Yes-No（'80）/オフコース
- 雨音はショパンの調べ（'84）/小林麻美
- 初恋（'83）/村下孝蔵
- マイレボリューション（'86）/渡辺美里
- 輝きながら…（'87）/徳永英明
- 六本木心中（'84）/アン・ルイス
- スローなブギにしてくれ  (I want you)（'81）/南佳孝
- スニーカーぶる〜す（'81）/近藤真彦
- 翼の折れたエンジェル（'85）/中村あゆみ
- いっそセレナーデ（'84）/井上陽水
- 時の流れに身をまかせ（'87）/テレサ・テン
- そして僕は途方に暮れる（'85）/大沢誉志幸
- ANNIVERSARY〜無限にCALLING YOU（'89）/松任谷由実

#### 1980年
- 不思議なピーチパイ/竹内まりや
- いまの君はピカピカに光って/斉藤哲夫
- パープル・タウン/八神純子
- ハッとして!Good/田原俊彦
- ジェニーはご機嫌ななめ/ジューシィ・フルーツ
- TOKIO/沢田研二
- さよならの向う側/山口百恵

#### 1981年
- 君は天然色/大滝詠一
- まちぶせ/石川ひとみ
- お嫁サンバ/郷ひろみ
- 悪女/中島みゆき
- ペガサスの朝/五十嵐浩晃
- SOMEDAY/佐野元春
- 守ってあげたい/松任谷由実

#### 1982年
- セカンド・ラブ/中森明菜
- すみれ September Love/一風堂
- 聖母たちのララバイ/岩崎宏美
- 約束/渡辺徹
- 夏のヒロイン/河合奈保子
- バカンスはいつも雨/杉真理
- 赤道小町ドキッ/山下久美子
- 悲しい色やね/上田正樹

#### 1983年
- 君に、胸キュン。/YMO
- 悲しみがとまらない/杏里
- ギャランドゥ/西城秀樹
- 夏色のナンシー/早見優
- メリーアン/アルフィー
- まっ赤な女の子/小泉今日子
- SUMMER SUSPICION/杉山清貴&オメガトライブ
- SWEET MEMORIES/松田聖子[3]。

#### 1984年
- 星屑のステージ/ザ・チェッカーズ
- 桃色吐息/髙橋真梨子
- ラ・ヴィアンローズ/吉川晃司
- メイン・テーマ/薬師丸ひろ子
- 泣かないで/舘ひろし
- ふられ気分でRock'n' Roll/トムキャット
- ふたりの愛ランド/石川優子とチャゲ
- 恋の予感/安全地帯

### 1990年代
- 君がいるだけで（'92）/米米CLUB
- もっと強く抱きしめたなら（'92）/WANDS
- 負けないで（'95）/ZARD（'95年→番組内では95年と表記されるが実際は93年のヒット曲）
- それが大事（'91）/大事MANブラザーズバンド
- このまま君だけを奪い去りたい（'93）/DEEN
- バンザイ 〜好きでよかった〜（'96）/ウルフルズ
- 朝日を見に行こうよ（'99）/SMAP
- 涙のキッス（'92）/サザンオールスターズ
- CAN YOU CELEBRATE?（'97）/安室奈美恵
- innocent world（'94）/Mr.Children
- First Love（'99）/宇多田ヒカル

#### 1990年
- 浪漫飛行/米米CLUB
- 会いたい/沢田知可子
- おどるポンポコリン/B.B.クィーンズ
- サイレント・イヴ/辛島美登里
- WON'T BE LONG/バブルガム・ブラザーズ
- 今すぐKiss Me/LINDBERG
- 恋しくて/BEGIN

#### 1991年
- ラブ・ストーリーは突然に/小田和正
- KISS/プリンセス・プリンセス
- SAY YES/CHAGE and ASKA
- 格好悪いふられ方/大江千里
- Eyes to me/DREAMS COME TRUE
- ALONE/B'z
- PIECE OF MY WISH/今井美樹

#### 1992年
- 悲しみは雪のように/浜田省吾
- 部屋とYシャツと私/平松愛理
- クリスマスキャロルの頃には/稲垣潤一
- サヨナラ/GAO
- もう涙はいらない/鈴木雅之
- 世界中の誰よりきっと/中山美穂&WANDS
- You're the Only…/小野正利

#### 1993年
- CROSS ROAD/Mr.Children
- 揺れる想い/ZARD
- 島唄/THE BOOM
- ロマンスの神様/広瀬香美
- 接吻 kiss/ORIGINAL LOVE
- 風に吹かれて/森高千里
- TRUE LOVE/藤井フミヤ